# Kiersnowo (Kiwity)
Kiersnowo (deutsch Kerschdorf) ist ein Dorf in der polnischen Woiwodschaft Ermland-Masuren. Es gehört zur Gmina Kiwity (Landgemeinde Kiwitten) im Powiat Lidzbarski (Kreis Heilsberg).

## Geographische Lage
Kiersnowo liegt im nördlichen Westen der Woiwodschaft Ermland-Masuren, elf Kilometer östlich der Kreisstadt Lidzbark Warmiński (Heilsberg).

## Geschichte
Beim früheren Kreschdorf handelte es sich um einen Ort mit weit verstreut liegenden kleine Höfen, vor 1945 mit einem Waldhaus. Von 1874 bis 1945 war Kerschdorf ein Ort im Amtsbezirk Kiwitten (polnisch Kiwity), der zum ostpreußischen Kreis Heilsberg, Regierungsbezirk Königsberg gehörte.
Im Jahre 1910 lebten in Kerschdorf 134 Menschen. Ihre Zahl stieg bis zum Jahr 1933 auf 160 und belief sich im Jahre 1939 auf 165.
Infolge der Abtretung des gesamten südlichen Ostpreußen 1945 an Polen erhielt Kerschdorf die polnische Namensform „Kiersnowo“. Das Dorf ist heute eine Ortschaft im Verbund der Gmina Kiwity (Landgemeinde Kiwitten) im Powiat Lidzbarski (Kreis Heilsberg), von 1975 bis 1998 der Woiwodschaft Olsztyn, seither der Woiwodschaft Ermland-Masuren zugehörig. Im Jahre 2021 zählte Kiersnowo 76 Einwohner.

## Religion
Kiersnowo gehört heute wie schon Kerschdorf vor 1945 zur römisch-katholischen Pfarrei Kiwity, heute im Dekanat Lidzbark Warmiński im Erzbistum Ermland gelegen.
Bis 1945 war Kerschdorf auch in die evangelische Kirche Heilsberg in der Kirchenprovinz Ostpreußen der Kirche der Altpreußischen Union eingegliedert, doch gehört Kiersnowo heute zur Diözese Masuren der Evangelisch-Augsburgischen Kirche in Polen.

## Verkehr
Kiersnowo liegt an einer Nebenstraße, die bei Kirwieny (Kerwienen) von der Woiwodschaftsstraße 513 abzweigt und über Krekole (Krekollen) nach zur polnischen Landesstraße 51 (frühere deutsche Reichsstraße 142) bei Samolubie (Lauterhagen) führt. Eine vom Nachbarort Połapin (Polpen) kommende Straße endet in Kiersnowo.
Heute hat Kiersnowo keine Bahnanbindung mehr. Von 1905 bis 1945 war „Kerwienen-Springborn“ die nächste Bahnstation und lag an der Bahnstrecke Schlobitten–Wormditt–Heilsberg–Bischdorf–Angerburg, die heute nicht mehr existiert.